# Nagy-Patom
A Nagy-Patom (oroszul: Большой Патом) folyó Oroszország ázsiai részén, az Irkutszki területen; a Léna jobb oldali mellékfolyója.

## Földrajz
- Hossza: 460 km, vízgyűjtő területe: 29 600 km², évi közepes vízhozama: 360 m³/s.[1]
- Hossza: 460 km, vízgyűjtő területe: 26 900 km²[2]
- Hossza: 570 km, vízgyűjtő területe: 28 400 km²[3]

A Patom-felföldön, mély kanyon-szerű völgyben, zuhatagos mederben folyik. Előbb nyugatról, majd lejjebb északról megkerüli a felföldet, útján összegyűjtve az ott eredő vízfolyásokat. Az Irkutszki terület és Jakutföld határán, Csapajevo (Jakutföld) alatt ömlik a Lénába. Október és május között jég borítja.

## Mellékfolyók
Jelentősebbek jobb oldali mellékfolyói, melyek mind a Patom-felföldön erednek, köztük a Hajverga (144 km), a Tonoda (138 km), a Cseloncsen (194 km) és a Nagy-Tajmendra (131 km).